# Scott Columbus
Walter Scott Columbus (10. november 1956 – 4. april 2011) var trommeslager i det amerikanske heavy metal/power metalband Manowar.
Han spillede i Manowar fra 1983 til 1990, hvor han forlod bandet, i følge medierne fordi hans søn blev syg. Selv har han udtalt til Classic Rock Magazine at hans søn ikke var syg, men intet om den egentlige grund til hans udtræden af bandet. Kenny Earl "Rhino" Edwards overtog rollen på The Triumph of Steel, hvorefter Columbus vendte tilbage på Louder Than Hell.